# 龍生派

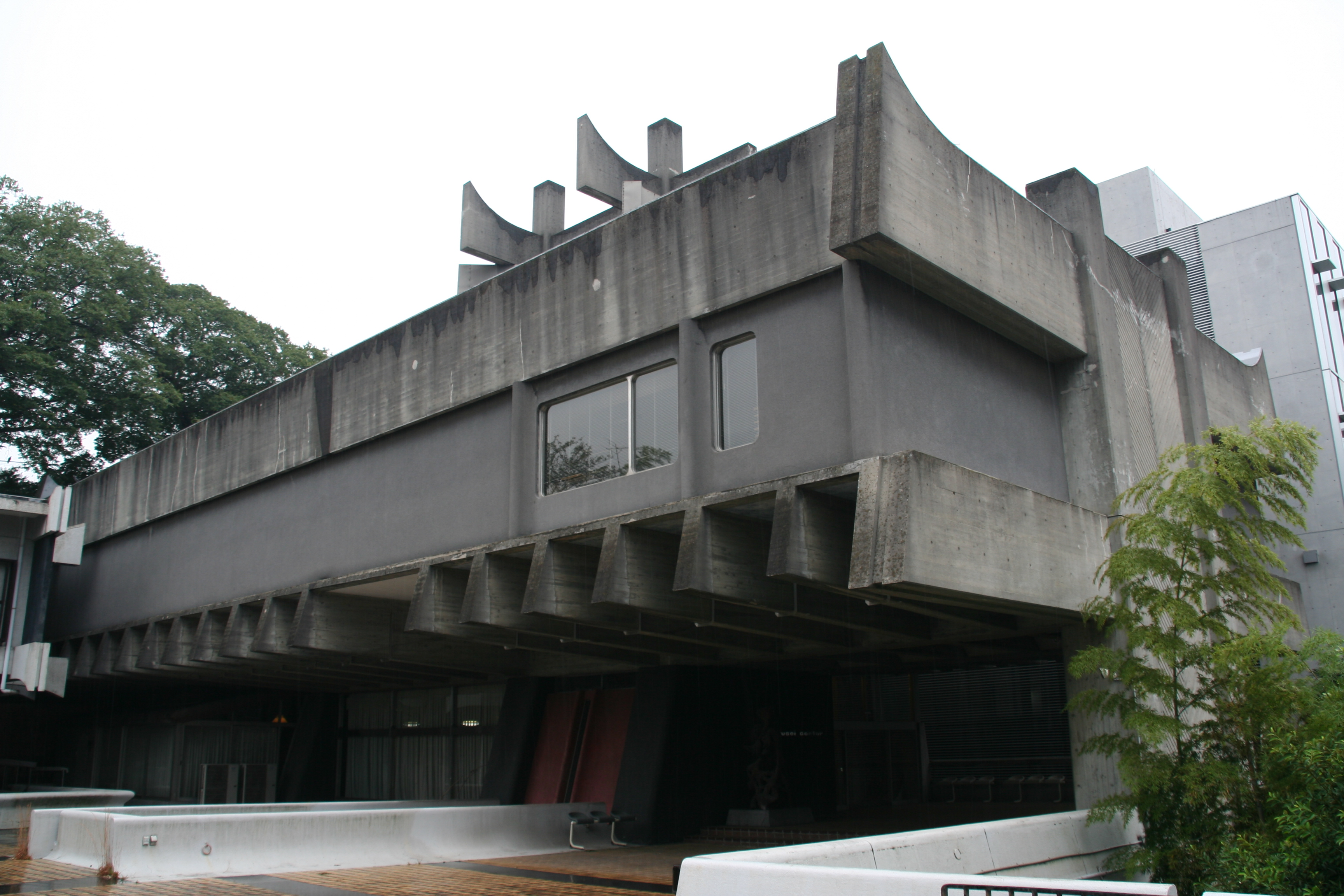
(旧)龍生会館

龍生派（りゅうせいは）は華道（いけばな）の流派のひとつ。現家元は、四代目となる吉村華洲（よしむらかしゅう）（2015年〜）。

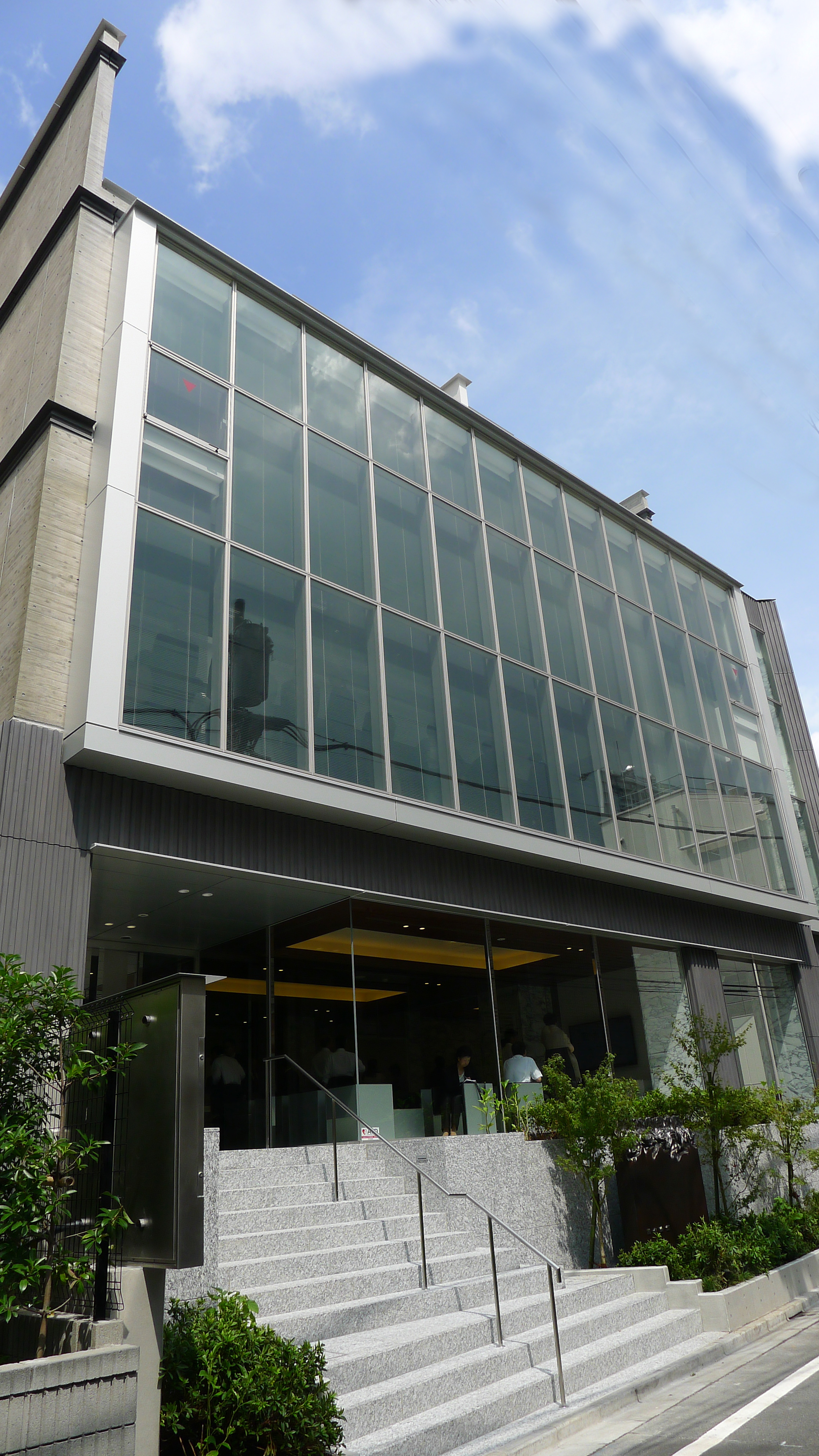
龍生会館（2012年竣工）

明治19年（1886年）に、初代家元吉村華芸（かうん）が創流した。
法人組織として、一般社団法人龍生華道会（2012年に社団法人から一般社団法人に移行）を中核に置き、各地での活動は全国に54（海外はポートランド（アメリカ）に支部あり）の支部と11の東京近隣の地区組織が中心となって行っている。

## 創流の由来
その流派の名前は、初代家元の華芸の出身地が愛知県岡崎城で、その岡崎城の別名が「龍ケ城」だったことにちなむ。岡崎にて池坊を学んだ吉村華芸は東京に出て頭角を現すが、当時の池坊のいけばなを出生重視すぎると否定し、池坊を離れ、自己の流派を創流した。当時は「池坊龍生派」を名乗る。

## 変遷
流祖・吉村華芸は立華・生花のみを流派の花として活動したが、二代目吉村華丘（かきゅう）の代に瓶花挿花として自由花を取り入れ、表現のジャンルを拡げた。

## 表現のジャンル
伝統に基づく「型」の中で表現する「古典華」立華（りっか）・生花（せいか）と、作者の思いを「型」を離れて表現することのできる「自由花」の両方のジャンルにて活動していることがひとつの特徴と言える。「自由花」も、いわゆるテーブルサイズのいけばなだけでなく、建築物とのコラボレーションなど、インスタレーション的な展開も行っている。

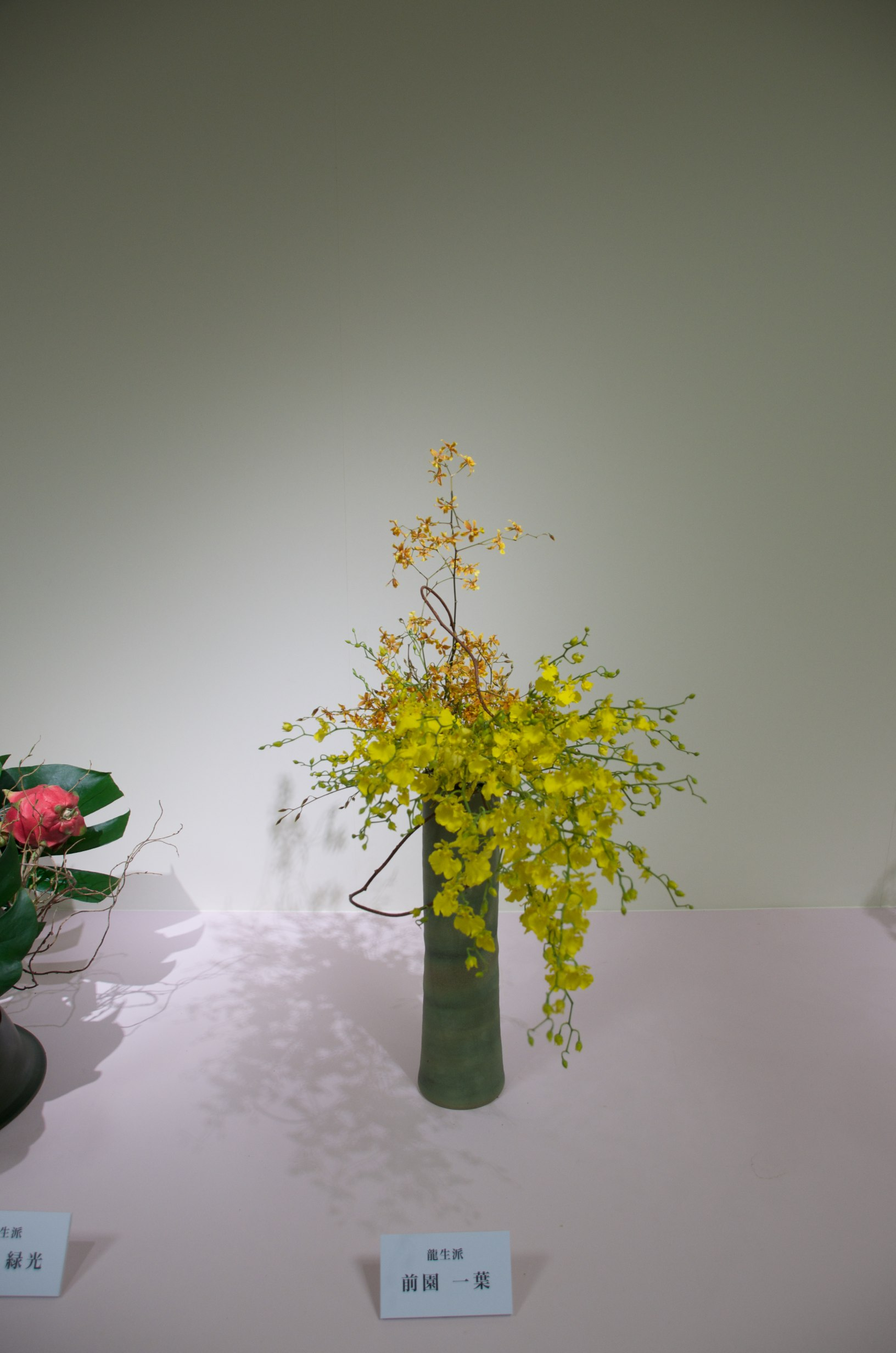
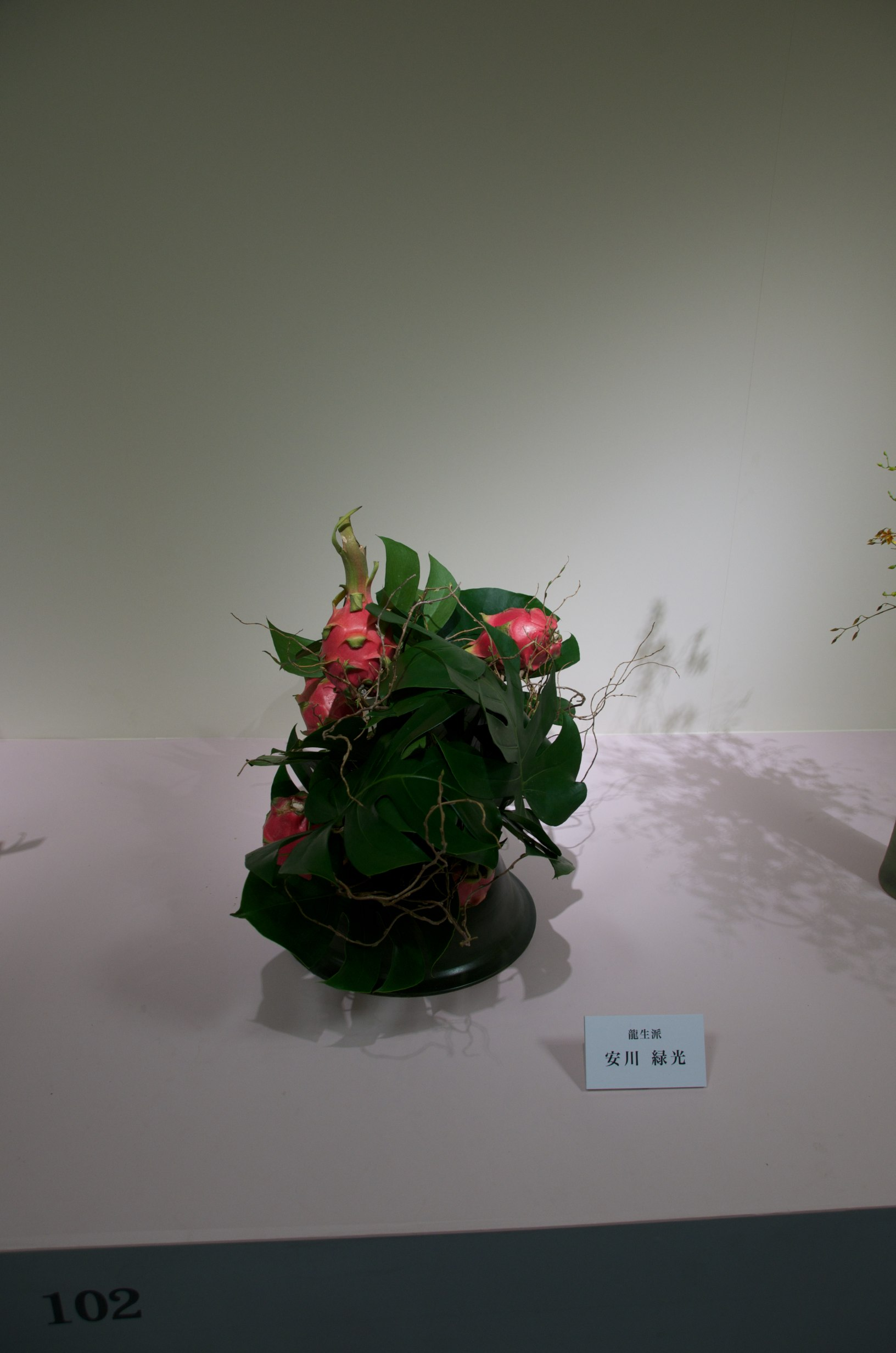
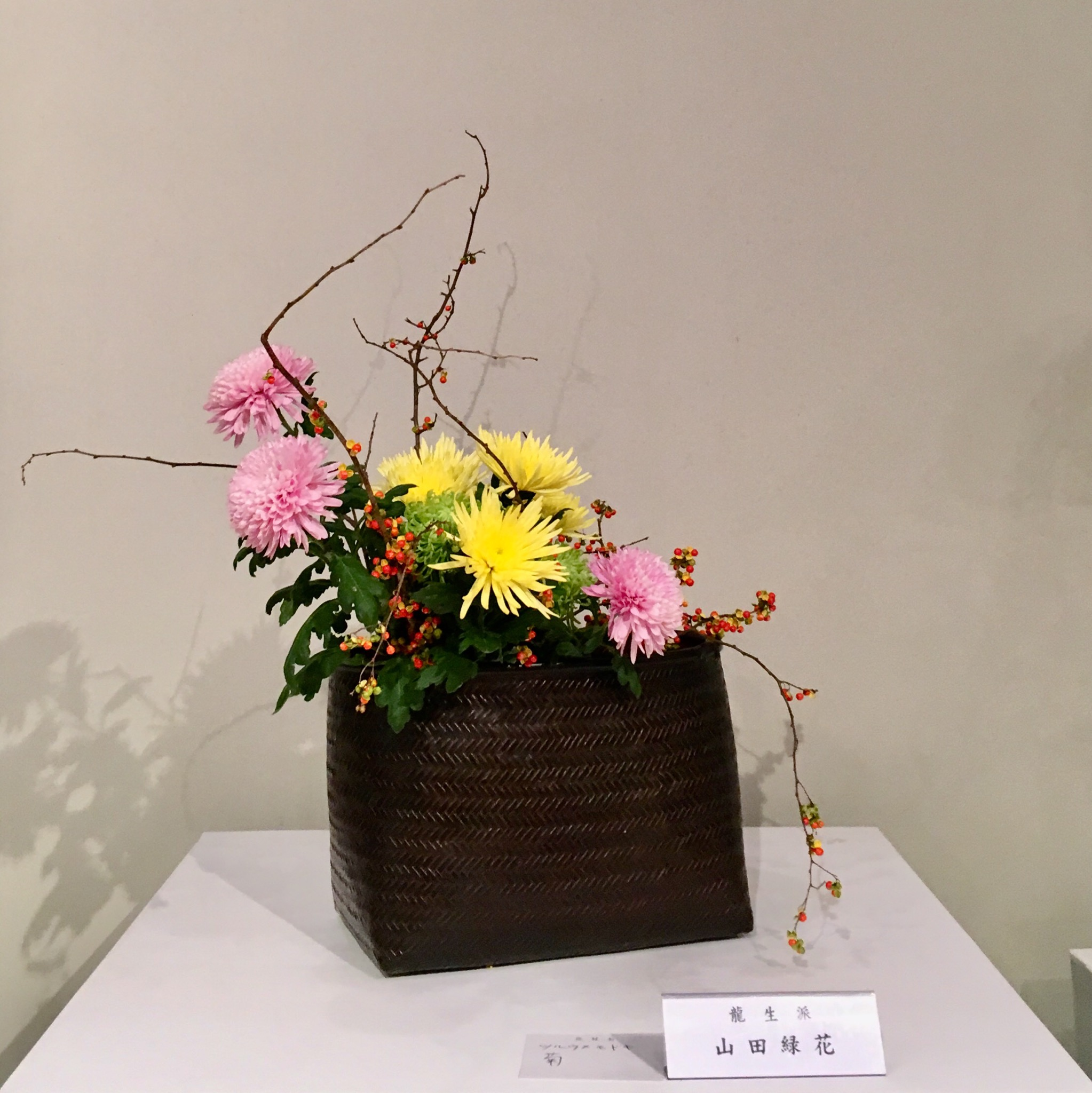
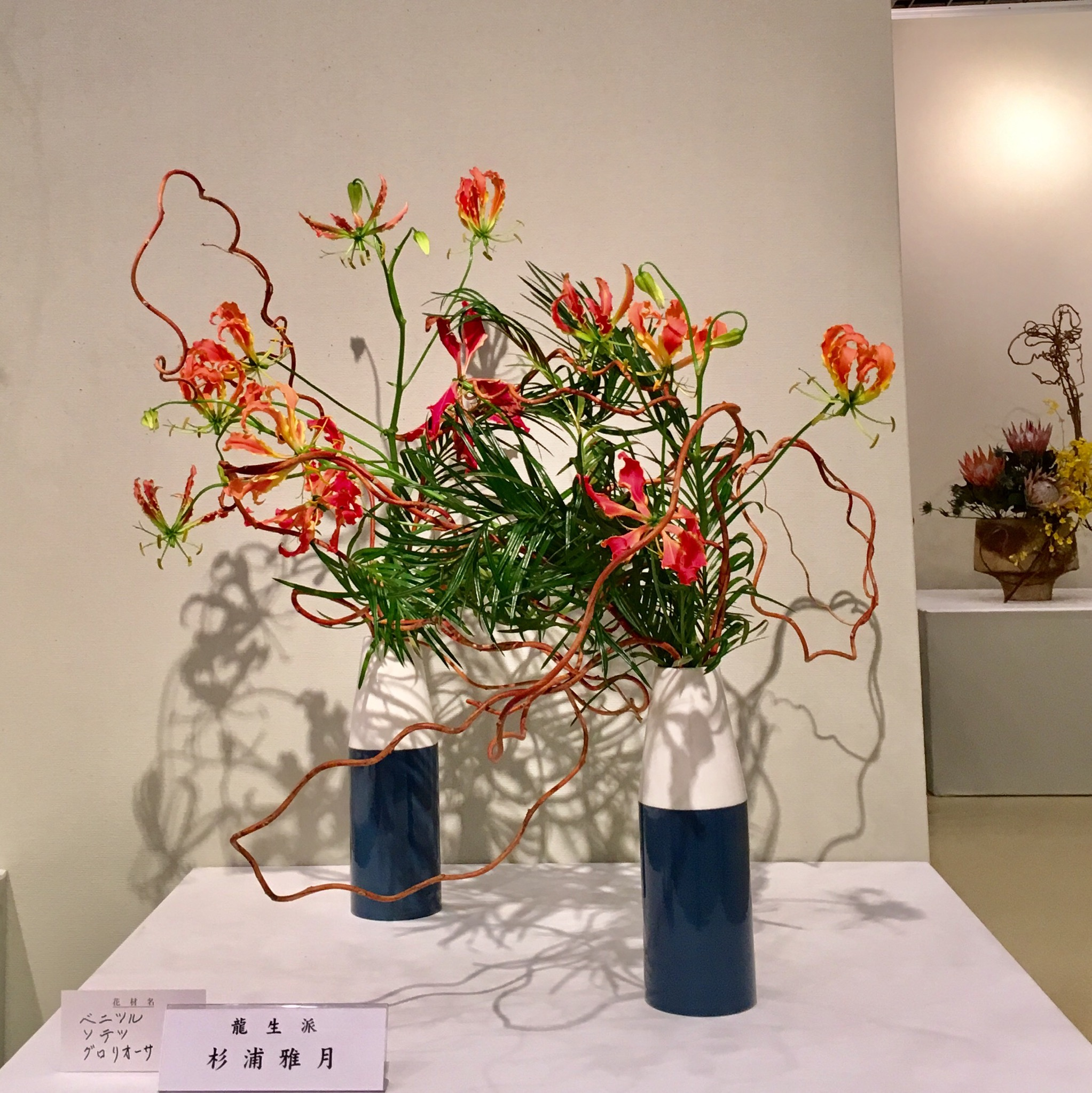

## 方法論
三代目家元吉村華泉の代に、「ひと枝、ひと茎の植物が持っている個性を捉えて活かしていく」という考えを「植物の貌（かお）」と名付けて積極的に提唱。その考え方は、龍生派のいけばなの根底を成すものとして現在も引き継がれている。